# Łada Togliatti (piłka nożna kobiet)
Łada Togliatti (ros. Женский футбольный клуб «Лада» Тольятти, Żenskij Futbolnyj Kłub "Łada" Toljatti) – rosyjski kobiecy klub piłkarski z siedzibą w Togliatti.

## Historia
Chronologia nazw:
- 1987—maj 1990: Torpiedo Togliatti (ros. «Торпедо» Тольятти)
- maj 1990—...: Łada Togliatti (ros. «Лада» Тольятти)

Kobieca drużyna piłkarska Torpiedo Togliatti została założona w mieście Togliatti w 1987. W 1990 klub pod nazwą Łada Togliatti debiutował w Pierwoj Lidze ZSRR, w której zajął 3 miejsce. W następnym sezonie 1991 klub ponownie zajął 3 miejsce w 2 grupie. W 1992 klub debiutował w Pierwoj Lidze Rosji, w której zajął 3 miejsce, a w następnym sezonie drugie, co dało awans do najwyższej ligi. W 1994 klub debiutował w Wysszej Lidze, w której zajął 6 miejsce. Dopiero w 2002 zdobył pierwszy Puchar Rosji, a w 2004 pierwsze mistrzostwo. W sezonie 2005/06 klub startował w rozgrywkach Ligi Mistrzów. W 2007 przez problemy finansowe klub zrezygnował z występów w Wysszej Lidze, występując w Wtoroj Lidze. W 2008 Łada powróciła do Pierwoj Ligi, a w 2009 do Wysszej Ligi.

## Sukcesy
- Ligi Mistrzów:

II faza grupowa: 2005/06
- Wysszaja Liga:

mistrz: 2004
wicemistrz: 2002, 2003, 2005
3 miejsce: 1996
- Puchar Rosji:

zdobywca: 2002, 2003, 2004